# Liste der Monuments historiques in Fréland
Die Liste der Monuments historiques in Fréland führt die Monuments historiques in der französischen Gemeinde Fréland auf.

## Liste der Objekte
| Bezeichnung             | Beschreibung                                 | Standort            | Kennzeichnung | Schutzstatus | Datum | Bild |
| ----------------------- | -------------------------------------------- | ------------------- | ------------- | ------------ | ----- | ---- |
| Vier Evangelistenbüsten | Holz, vergoldet, Anfang des 18. Jahrhunderts | im Pfarrhaus (Lage) | PM68001395    | Inscrit      | 2001  |      |
| Votivtafel              | Ölfarbe auf Leinwand, 1636 oder 1656         | im Pfarrhaus (Lage) | PM68000866    | Classé       | 2003  |      |